# Siv G. E. Andersson
Siv Gun Elisabeth Andersson (nacida en 1959) es una bióloga evolutiva sueca, profesora de evolución molecular en la Universidad de Uppsala. Es miembro tanto de la Academia Real Sueca de Ciencias como de la Academia Real Sueca de Ciencias de la Ingeniería. También es Jefa de investigación básica en la Fundación Knut y Alice Wallenberg y ha sido codirectora del centro nacional sueco para la investigación a gran escala Science for Life Laboratory entre 2017 y 2021. Su investigación se centra en la evolución de las bacterias, principalmente en los parásitos intracelulares.

## Educación y carrera
Andersson creció en Horndal, Dalarna. Su madre era asistente de cuidados domiciliarios y su padre trabajaba en la industria maderera. Estudió Biología en la Universidad de Uppsala, ya que el programa era el único que ofrecía un curso sobre ADN. Defendió su PhD en biología molecular en 1990, bajo la supervisión de Charles Kurland. Solicitó una beca postdoctoral de EMBO para continuar su investigación en Estados Unidos, pero terminó obteniendo un puesto de investigación en el MRC Laboratory of Molecular Biology en Cambridge. Se convirtió en profesora de evolución molecular en 2000, en el Centro de Biología Evolutiva de la Universidad de Uppsala. Fue elegida en la Academia Real Sueca de Ciencias en 2005.
Andersson ha estado muy activa en el desarrollo del centro nacional sueco para la investigación a gran escala Science for Life Laboratory, especialmente en sus plataformas de secuenciación de ADN y bioinformática. Se desempeñó como codirectora del centro entre 2017 y 2021.
Durante la pandemia de COVID-19 de 2020, contribuyó, junto con Lars Engstrand y con el apoyo financiero de la Fundación Knut y Alice Wallenberg, a establecer la primera instalación de pruebas a gran escala en Suecia.

## Investigación
La investigación de Andersson se centró inicialmente en el papel del uso de códones en la configuración de los genomas bacterianos. Después de su beca postdoctoral, contribuyó a secuenciar uno de los primeros genomas de un parásito intracelular obligato, Rickettsia prowazekii, el agente causante del tifus epidémico.
En su carrera posterior, su investigación continuó explorando las bacterias y sus relaciones con sus diferentes hospedadores. En particular, está interesada en las consecuencias genómicas de las asociaciones a largo plazo de bacterias intracelulares. Exploró la evolución de Bartonella, Wolbachia, y Rickettsia.

## Premios y distinciones
En 2005, Andersson fue elegida miembro de la Academia Real Sueca de Ciencias, y en 2013 se convirtió en miembro de la Academia Real Sueca de Ciencias de la Ingeniería. En 2018, fue galardonada con el Premio de Investigación de la Fundación Knut y Alice Wallenberg.

## Publicaciones seleccionadas
- Andersson, SG; Zomorodipour, A; Andersson, JO; Sicheritz-Pontén, T; Alsmark, UC; Podowski, RM; Näslund, AK; Eriksson, AS; Winkler, HH; Kurland, CG (12 de noviembre de 1998). «The genome sequence of Rickettsia prowazekii and the origin of mitochondria.». Nature 396 (6707): 133-40. Bibcode:1998Natur.396..133A. PMID 9823893. S2CID 4379381. doi:10.1038/24094.
- Toft, C; Andersson, SG (July 2010). «Evolutionary microbial genomics: insights into bacterial host adaptation.». Nature Reviews. Genetics 11 (7): 465-75. PMID 20517341. S2CID 40576224. doi:10.1038/nrg2798.
- Diouf, A; Greub, G; Andersson, SG (10 de septiembre de 2019). «Genomic and functional analyses reveal adaptations of the pathogen Rickettsia to its intracellular niche.». Nature Communications 10 (1): 4052. PMC 6756862. PMID 31543630. doi:10.1038/s41467-019-12065-2.